# Maria Flor

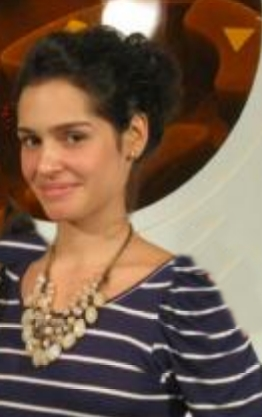
Maria Flor (2012)

Maria Flor (vollständig Maria Flor Leite Calaça; anhörenⓘ; * 31. August 1983 in Rio de Janeiro) ist eine brasilianische Filmschauspielerin.

## Leben
Maria Flor wurde ab 2002 überwiegend im Bereich der brasilianischen Fernsehserien und Telenovelas als Schauspielerin tätig. Mit Nebenrollen in den Filmen Xingu und 360 wurde sie auch international ausgestrahlt.

## Filmografie (Auswahl)
- 2004: Cabocla (Fernsehserie, 96 Folgen)
- 2005–2006: Belíssima (Fernsehserie, 86 Folgen)
- 2007: Eterna Magia (Fernsehserie, 295 Folgen)
- 2007: Chega de Saudade
- 2008–2011: Aline (Fernsehserie, 13 Folgen)
- 2011: Xingu
- 2011: 360
- 2012–2014: Do Amor (Fernsehserie, 26 Folgen)
- 2014: O Rebu (Fernsehserie, 36 Folgen)
- 2014: Os Maias: Cenas da Vida Romântica (2015 auch TV-Mehrteiler)
- 2016–2017: A Lei do Amor (Fernsehserie, 134 Folgen)
- 2018: 3% (Fernsehserie, 10 Folgen)
- 2019: Albatroz
- 2019: Irmãos Freitas (Fernsehserie, 8 Folgen)
- 2021: Os Ausentes (Fernsehserie, 10 Folgen)
- 2022: Quatro Amigas Numa Fria